# Angelo Luigi Stoppa
Don Angelo Luigi Stoppa (Borgosesia, 13 febbraio 1915 – Novara, 17 gennaio 1998) è stato un religioso e storico italiano.

## Biografia
Ricevette l'ordine sacerdotale il 29 giugno 1938, contemporaneamente al futuro cardinale Ugo Poletti.
A luglio 1939 fu inviato a Domodossola in qualità di assistente dell'oratorio giovanile e a gennaio 1940 fu trasferito a Ghemme, dove si occupò dell'Azione Cattolica giovanile e dell'oratorio maschile.
Fu un convinto antifascista, tanto da impegnarsi nella Resistenza come cappellano della Brigata Volante "Silvio Loss". Assieme all'allora podestà di Ghemme Guido Crespi, fece di tutto per risparmiare al paese la rappresaglia tedesca conseguente l'uccisione di un soldato, senza riuscire però nell'intento: poté solamente assistere i dieci partigiani condannati, nei loro ultimi momenti di vita.
Nel giugno del 1945 monsignor Leone Ossola lo incaricò dell'assistenza diocesana della GIAC (Gioventù Italiana di Azione Cattolica) e della segreteria della Giunta Diocesana dell'Azione Cattolica assieme a monsignor Fasola, negli anni in cui era presidente della GIAC Oscar Luigi Scalfaro, che poi divenne presidente della Giunta. In seguito fu anche prodelegato dell'Azione Cattolica, assieme a monsignor Edoardo Piana.
Nel 1950 rinunciò all'incarico di Ghemme. Negli anni seguenti si impegnò in numerose iniziative editoriali: nel 1952 assunse la direzione de "L'Azione", che rese bisettimanale, e dei due settimanali "Il Verbano" e "L'informatore"; fondò la casa editrice "L'Azione", che pubblicò, tra le altre, varie opere di Primo Mazzolari, Giovanni Cavigioli, Giovanni Barra, Nazareno Fabbretti e John Henry Newman; fondò il bollettino interparrocchiale "La Campana".
Nel 1958 si scontrò con monsignor Gremigni per forti divergenze di vedute, dovendo quindi rinunciare ad ogni incarico di ambito diocesano ed intraprendendo l'insegnamento di religione presso l'istituto Omar, a Novara.
Nel 1964 fu incaricato della gestione dell'Archivio Storico Diocesano da monsignor Cambiaghi.
Dall'agosto 1995 fu ospite della Casa della Divina Provvidenza di Novara, dove si spense nelle prime ore del 17 gennaio 1998. Due giorni dopo ne fu celebrato il funerale al Duomo di Novara, quindi sepolto nella tomba di famiglia a Cerano.

## Riconoscimenti
Nel 1999 il giornalista e scrittore Romolo Barisonzo gli dedicò un capitolo del quinto volume della serie Novaresi bella gente, in cui è descritto di brutto carattere, di grande cuore e di profonda conoscenza storica del territorio.
Nel 2009 il Museo del Tesoro del Duomo di Novara fu inaugurato e dedicato ad Angelo Luigi Stoppa.
A vent'anni dalla morte, il 21 gennaio 2018 fu celebrata in sua memoria una messa presso l'oratorio della Madonna del Latte di Gionzana. La celebrazione fu organizzata congiuntamente dalla rivista Novarien e dall'Associazione di Storia della Chiesa novarese, entrambe da lui fondate. Dal presidente di quest'ultima, lo storico Dorino Tuniz, fu pronunciato un discorso di commemorazione.